# Campylaspis brasilianus
Campylaspis brasilianus is een zeekommasoort uit de familie van de Nannastacidae. De wetenschappelijke naam van de soort is voor het eerst geldig gepubliceerd in 1989 door Bacescu & Petrescu.